# Буадыбашево
Буадыбашево(баш. ) — упразднённая деревня в Татышлинском районе Республики Башкортостан Российской Федерации. Входила на момент упразднения в состав Кудашевского сельсовета. На картах XXI века  - урочище Буадыбаш.

## Топоним
Фиксировалась также как Буадыш, Буадыш-Баш, Буадыбашева. Названия происходят от гидронима.

## География
Урочище находится в истоках речки Буадыш (приток р. Ари). По описанию на конец XIX века «деревня Буадыш-Баш: расположена на правом берегу р. Буадыш, среди неразмежеванной дачи, в 110 верстах от уездного города, в 15 верстах от дер. Верхние Татышла — главного места сбыта продуктов»

### Географическое положение
Расстояние до:
- районного центра (Верхние Татышлы): 17 км,
- центра сельсовета (Верхнекудашево): ? км,
- ближайшей ж/д станции (Куеда): 18 км.

## История
Основана в конце 19 в. на территории Бирского уезда.
По СНМ 1896 и 1906 годов Буадыбаш, починок при речке Буадыбаш, входил в Ваныш-Алпаутовскую волость. На 1896 год на 21 двор указано 49/52 жителей, на 1906 год 24 двора, где 53/54 жителей, основное занятие — земледелие.
По подворной переписи крестьянских хозяйств Бирского уезда. 1914г
Буадыбашева /Буадыш входила в Буадыбашское сельское общество, проживали башкиры, вотчинники, имелось 27 дворов с населением 52/57 мужчин и женщин.
На 1920 год: деревня Буадыбашева, Буадыш входила в Татышлинскую волость. 25 дворов и 57/71 жителей — башкиры; на 1926г — 21 двор
До 1959 находилась в составе Нижнекудашевского сельсовета.
Существовала до 1980-х годов.

## Население
В 1896 в 21 дворе проживал 101 человек. На 1899 год население: крестьяне башкиры-вотчинники, в числе 17 дворов и 25 ревизских душ. В 1906—107 (53/54 мужчин и женщин), в 1914—109 (52/57 мужчин и женщин), 1920—128 (57/71 мужчин и женщин), в 1939 — 95, в 1959—126, в 1969—143 человека.

## Инфраструктура
Основа экономики — сельское хозяйство .
По данным на 1899 год («Сборник статистических сведений по Бирскому уезду») «Земля в одном участке. Пашня по склонам к р. Буадыш, к западу и востоку от селения. Пашут первый год. Почва: суглинистый чернозем, темно — серого цвета, плотный, глубиною до 1 аршина. Подпочва — красная глина. Пока сделали 2 поля. Посеяно 1 десятина ячменя. Огороды разводятся. Скотоводство — хозяйственное. Скот — мелкой породы, пасется по лесным угодьям. Выгона нет. Лес по чернозему, на равнине, перерезан большим оврагом речки Буадыш: густой полноты насаждения. Пользуются только валежником, остальным запрещено. Промыслы: зимою в извозе».

## Транспорт
Просёлочная дорога
.